# Mormaço Queima
Mormaço Queima é o álbum de estreia da cantora e compositora Ana Frango Elétrico, lançado em 26 de fevereiro de 2018 pelo Selo RISCO. Diferentemente do seu sucessor, Little Electric Chicken Heart, lançado em 2019 e que obteve êxito nacional, Mormaço Queima teve a sua repercussão restrita ao eixo alternativo do Rio de Janeiro num primeiro momento.

## Antecedentes

### Composição
Ana Frango Elétrico começou a gravar seu álbum de estreia, Mormaço Queima, em 2016, com a intenção de criar algo que não soasse tipicamente "brasileiro". Ela queria se posicionar como uma disruptora no cenário musical. O título do álbum, que foi lançado em 2018, é descrito como uma queimadura de sol sem sol, mas com o vento do mar, refletindo a atmosfera única que Ana queria capturar.
A conexão entre Ana e um dos produtores do álbum, Thiago Nassif, foi facilitada por Caio Paiva, um amigo em comum que também criou as capas dos álbuns de ambos. Thiago e Ana se conheceram em um bar e rapidamente perceberam que tinham uma visão musical compatível. Thiago ficou impressionado com a performance de Ana e decidiu que queria gravar com ela. Inicialmente, a ideia era gravar apenas Ana e seu violão, mas o projeto evoluiu para um álbum completo com diversos instrumentos.

### Gravação
No estúdio, a abordagem foi capturar a espontaneidade e a energia punk da forma de tocar de Ana. Thiago Nassif descreve como gravaram a guitarra de Ana sem uma faixa de clique, permitindo variações de velocidade que adicionaram uma intensidade e groove únicos às faixas. A gravação dos outros instrumentos foi feita sobre essa base, resultando em um som original e autêntico. O álbum foi co-produzido por Ana, Nassif, Marcelo Callado, Guilherme Lírio e Gustavo Benjão, todos contribuindo para a criação do disco.
Refletindo sobre o álbum, Ana mencionou que sua maneira de compor mudou significativamente desde então. A gravação desse primeiro álbum despertou seu interesse pela produção musical, e ela começou a trazer suas próprias ideias e visões para o processo. Thiago Nassif elogia a curiosidade e a busca constante de Ana por conhecimento, destacando que foi um prazer estar presente nesse momento inicial de sua carreira. O álbum também conta com elementos pós-punk, guitarras estridentes, vocais dinâmicos e trombone, tocado por Antonio Neves em quatro das sete faixas, criando um som inovador para uma artista que ainda era adolescente na época da gravação.

## Lançamento e promoção

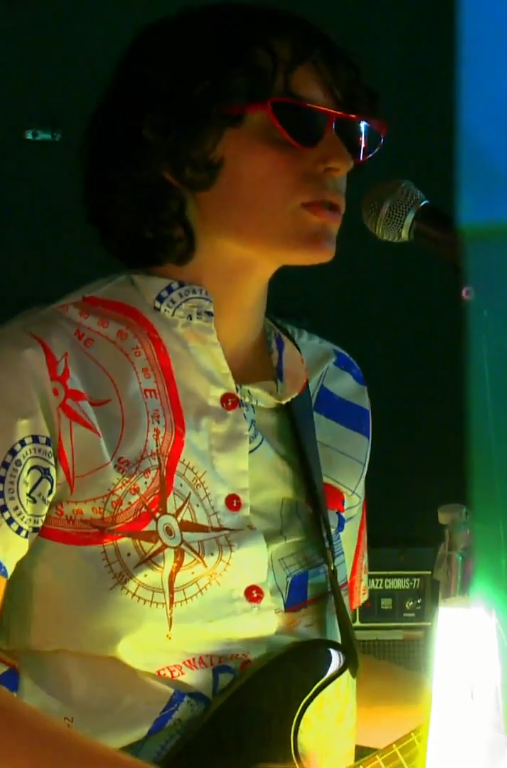
Ana apresentando a música "Farelos" ao vivo em um show

Lançado em 2018, o trabalho de Ana Frango Elétrico é descrito por ela como uma "bossa-pop-rock decadente com pinceladas punk". Recebido com entusiasmo no circuito alternativo do Rio de Janeiro, destacou-se pela originalidade e pela habilidade de Ana em criar narrativas não lineares através das suas músicas. A atmosfera do trabalho é marcada por arranjos nostálgicos e uma voz doce, evocando a trilha sonora de um filme clássico dos anos 1960. Embora não tenha alcançado sucesso imediato em nível nacional, este projeto estabeleceu Ana Frango Elétrico como uma artista promissora no cenário musical brasileiro.

## Lista de faixas
Todas as faixas escritas e compostas por Ana Frango Elétrico. 
| N.º            | Título              | Duração |  |
| 1.             | "Farelos"           | 3:56    |  |
| 2.             | "No Bico do Mamilo" | 4:27    |  |
| 3.             | "Roxo"              | 3:08    |  |
| 4.             | "Loteria"           | 3:38    |  |
| 5.             | "Trago"             | 3:29    |  |
| 6.             | "Picles"            | 6:06    |  |
| 7.             | "Cascas e Feridas"  | 2:54    |  |
| Duração total: | Duração total:      | 27:42   |  |

## Créditos
Todo o processo de elaboração de Mormaço Queima atribui os seguintes créditos:
Locais
- Gravação e mixagem: Estudio Do Amor (Rio de Janeiro)
- Masterização: Martin Scian

Gestão e produção
- Produção musical: Ana Frango Elétrico, Guilherme Lirio, Gustavo Benjão, Marcelo Callado e Thiago Nassif.
- Gravação e mixagem:  Gustavo Benjão e Thiago Nassif
- Masterização: Martin Scian.
- Fotografia: Barbara Tavares e Joana Tavares (1ª capa) / Caio Paiva e Fernanda Massott (2ª capa)

Instrumentação
- Vocais:  Ana Frango Elétrico (1–7)
- Vocalistas de apoios femininos: Juliana Thiré, Tuca e Raquel Dimantas
- Vocalistas de apoios masculinos:  Caio Paiva, Gus Levy, Guilherme Lirio, Gustavo Benjão, Thiago Nassif e Marcelo Callado.
- Guitarra:  Ana Frango Elétrico, Guilherme Lirio (1-7), Marcelo Callado (4, 5) e Thiago Nassif (2 ,3, 5, 7)
- Baixo: Raquel Dimanta (1), Guilherme Lirio (2, 4, 7) e Gustavo Benjão (3,4,5,6)
- Violão: Ana Frango Elétrico (1, 6) e Guilherme Lirio (2)
- Percussão: Thomas Duarte (3, 6), João Caetano (3,6) e Marcelo Callado (1, 3, 5, 6,)
- Sax Soprano: Antonio Secchin (2, 4, 6)
- Cortes e edições grossas: Thiago Nassif (2, 3, 5, 7)
- Trombone: Antonio Neves (1,2,4,6)
- Teclado: Ana Frango Elétrico (4) e Gustavo Benjão (4)
- Piano: Gustavo Benjão (5)
- Bateria: Guilherme Lirio (4, 5, 7) e Marcelo Callado (1, 2, 3, 5, 6)
- Metalophone: Ana Frango Elétrico (3) e Guilherme Lirio (2)

## Histórico de lançamento
| País   | Data                    | Formato(s)       | Gravadora      | Ref.   |
| ------ | ----------------------- | ---------------- | -------------- | ------ |
| Vários | 26 de fevereiro de 2018 | Download digital | Selo RISCO     | [ 9 ]  |
| Brasil | 4 de setembro de 2020   | CD               | Selo RISCO     | [ 10 ] |
| Brasil | 9 de maio de 2022       | Vinil            | Romaria Discos | [ 11 ] |